# Biliran (provincie)
Biliran is een provincie van de Filipijnen in de eilandengroep Visayas. Het grootste eiland van de provincie heet tevens Biliran. De provincie maakt deel uit van regio VIII (Eastern Visayas). De hoofdstad van de provincie is de gemeente Naval. Bij de census van 2015 telde de provincie bijna 172 duizend inwoners.

## Geografie

### Bestuurlijke indeling
Biliran bestaat de volgende 8 gemeenten.
| - Almeria - Biliran - Cabucgayan - Caibiran - Culaba - Kawayan - Maripipi - Naval |

Deze gemeenten zijn weer verder onderverdeeld in 132 barangays.

## Demografie
Biliran had bij de census van 2015 een inwoneraantal van 171.612 mensen. Dit waren 9.852 mensen (6,1%) meer dan bij de vorige census van 2010. Ten opzichte van de census van 2000 was het aantal inwoners gegroeid met 31.338 mensen (22,3%). De gemiddelde jaarlijkse groei in die periode kwam daarmee uit op 1,13%, hetgeen lager was dan het landelijk jaarlijks gemiddelde over deze periode (1,72%).

De bevolkingsdichtheid van Biliran was ten tijde van de laatste census, met 171.612 inwoners op 536,01 km², 320,2 mensen per km².

## Bestuur en politiek
Zoals bij alle provincies in de Filipijnen is de belangrijkste bestuurder van Biliran een gouverneur. De gouverneur wordt elke drie jaar gekozen door de stemgerechtigde kiezers van de provincie en is het hoofd van het provinciale bestuur en de uitvoerende organen. De huidige gouverneur van de provincie, Gerardo Espina werd bij de verkiezingen van 2016 voor een derde en laatste opeenvolgende termijn van drie jaar gekozen. De vicegouverneur, momenteel Eriberto Tubis jr., is voorzitter van de provinciale raad. De provinciale raad van Biliran is samengesteld uit vier afgevaardigden van de beide kiesdistricten.
Lijst van gouverneurs van Biliran
- 1992-1998: Wayne Jaro
- 1998-2001: Danny Parilla
- 2001-2010: Rogelio Espina
- 2010-2019: Gerardo Espina

## Economie
Biliran is een arme provincie. Uit cijfers van het National Statistical Coordination Board (NSCB) uit het jaar 2003 blijkt dat 55,6% (11.144 mensen) onder de armoedegrens leefde. In het jaar 2000 was dit nog 43,4%. Daarmee staat Biliran 8e op de lijst van provincies met de meeste mensen onder de armoedegrens. Van alle 79 provincies staat Biliran echter 23e op de lijst van provincies met de ergste armoede. Daaruit kan geconcludeerd worden dat er weliswaar veel mensen ver onder de armoedegrens leven, maar niet ver daaronder.

## Geboren in Biliran
- Ceferino Garcia (Naval, 26 augustus 1906), bokser (overleden 1981);